# PTT Pattaya Open 2010
PTT Pattaya Open 2010 — жіночий професійний тенісний турнір, що проходив на відкритих кортах з твердим покриттям. Це був 19-й за ліком Pattaya Women's Open (раніше відомий як Pattaya Women's Open). Належав до категорії International у рамках Туру WTA 2010. Відбувся в Dusit Thani Hotel у Паттайї (Таїланд). Тривав з 7 до 14 лютого 2010 року.
Перша сіяна Віра Звонарьова виграла свій другий підряд титул на цьому турнірі й отримала 37 тис. доларів США.

## Учасниці

### Сіяні пари
| Країна    | Гравчиня         | Рейтинг1 | Сіяна |
| --------- | ---------------- | -------- | ----- |
| Росія     | Віра Звонарьова  | 14       | 1     |
| Німеччина | Сабіне Лісіцкі   | 25       | 2     |
| Росія     | Віра Душевіна    | 40       | 3     |
| Казахстан | Ярослава Шведова | 48       | 4     |
| Австрія   | Сібіль Баммер    | 50       | 5     |
| Індія     | Саня Мірза       | 59       | 6     |
| Японія    | Кіміко Дате      | 62       | 7     |
| Німеччина | Юлія Гергес      | 67       | 8     |

- 1 Рейтинг подано станом на 1 лютого 2010.

### Інші учасниці
Нижче наведено учасниць, які отримали вайлд-кард на участь в основній сітці:
- Ноппаван Летчівакарн
- Suchanan Viratprasert
- Варатчая Вонгтінчай

Нижче наведено гравчинь, які пробились в основну сітку через стадію кваліфікації:
- Анна Герасімоу
- Саша Джонс
- Нудніда Луангам
- Чжоу Їмяо

## Фінальна частина

### Одиночний розряд
Віра Звонарьова —  Тамарін Танасугарн, 6–4, 6–4
- Для Звонарьової це був перший титул за сезон, 10-й за кар'єру, і друга поспіль перемога на цьому турнірі.

### Парний розряд
Марина Еракович /  Тамарін Танасугарн —  Анна Чакветадзе /  Ксенія Первак, 7–5, 6–1